# Carlos Seco Serrano
Carlos Seco Serrano  (Toledo, 14 de novembro de 1923 — Madrid, 12 de abril de 2020) foi um historiador e professor espanhol especializado na Era Contemporânea.

## Biografia
Nascido em Toledo em 1923, Seco Serrano morreu em Madrid, vítima das complicações da pandemia de COVID-19.

## Prêmios
- Prêmio Nacional de História da Espanha, 1986.[3]
- Ordem do Mérito Militar de Espanha, 1996.[4]